# Holding Energia Risorse Ambiente
Pour les articles homonymes, voir HERA.
Holding Energia Risorse Ambiente (HERA) est une entreprise publique italienne de gestion de l'eau, de production d'électricité et de transport de gaz. Elle a fusionné en 2012 avec AcegasAps. Historiquement, elle est issue de la gestion urbain des municipalités d'Émilie-Romagne. Elle est introduite en bourse en 2003. Une large partie de son capital est encore détenue par des municipalités italiennes.